# アルティン相互法則
アルティンの相互法則またはアルティン相互律（アルティンそうごりつ、英: Artin reciprocity law）とは、一連の論文Emil Artin (1924, 1927, 1930)で確立された、大域類体論の中心的部分を形作る数論の一般的定理である。「相互法則」という用語は、平方剰余の相互法則やゴットホルト・アイゼンシュタインやエルンスト・クンマーから、ダフィット・ヒルベルトのノルム剰余記号の積公式へ至る法則を一般化し、より具体的な数論の命題とした法則である。アルティンの結果は、ヒルベルトの第9問題への部分的解答となっている。

## 定理の主張
K を大域体とし L をそのガロア拡大とする。CLで L のイデール類群をあらわす。アルティンの相互法則の主張の一つは、大域相互写像、大域アルティン記号などと呼ばれる標準的な同型写像 {\displaystyle \theta \colon C_{K}/{N_{L/K}(C_{L})}\to \operatorname {Gal} (L/K)^{\text{ab}}}の存在である。
この写像は、K の各素点 v ごとに定まる局所アルティン記号、局所相互写像あるいはノルム剰余記号と呼ばれる写像の族 {\displaystyle \theta _{v}\colon K_{v}^{\times }/N_{L_{v}/K_{v}}(L_{v}^{\times })\to G^{\text{ab}}} をひとまとめにしたものとして定義される。より精確に、θ はイデール類の v-成分上で定義された局所写像 θv によって与えられる。この写像 θv は同型であるというのが局所相互律、すなわち局所類体論の主定理の内容であった。

## 重要性
アルティン相互法則は大域体 K の絶対ガロア群のアーベル化をハッセの局所・大域原理やフロベニウス元に基づいて記述するというものである。高木の存在定理とあわせることで K のアーベル拡大のようすや、そこでの素数の振る舞いを理解することができる。従って、アルティン相互法則は、大域類体論の主要な定理のひとつである。アルティン相互法則は、アルティンのL-函数が有理型であることの証明や、チェボタレフの密度定理の証明に使われる。
アルティンは、一般相互法則の出版の 2 年後、シューアの移送準同型を再発見した。相互法則を用いることにより、代数体のイデアル類の単項化問題を、有限非アーベル群の移送準同型の核を決定するという群論の問題に翻訳した。

## 大域体の有限次拡大
アルティン写像は、素イデアルとフロベニウス元を用いて具体的に記述される。
{\displaystyle {\mathfrak {p}}} を K の素イデアルとすると、{\displaystyle {\mathfrak {p}}} 上の素イデアル {\displaystyle {\mathfrak {P}}} の分解群は、ガロア群がアーベル的であるので  {\displaystyle {\mathfrak {P}}} のとりかたによらず Gal(L/K) において等しい。{\displaystyle {\mathfrak {p}}} が L で不分岐であれば、分解群 {\displaystyle D_{\mathfrak {p}}} は、剰余体 {\displaystyle {\mathcal {O}}_{K,{\mathfrak {p}}}/{\mathfrak {p}}} の拡大 {\displaystyle {\mathcal {O}}_{L,{\mathfrak {P}}}/{\mathfrak {P}}} のガロア群に標準的に同型である。従って、{\displaystyle \mathrm {Frob} _{\mathfrak {p}}} もしくは {\displaystyle \left({\frac {L/K}{\mathfrak {p}}}\right)} と書かれる Gal(L/K) のフロベニウス元を剰余体のガロア群のフロベニウス元のもちあげとして標準的に定義することができる。Δ で L/K の相対判別式(relative discriminant)表すとする。L/K のアルティン記号（あるいは、アルティン写像、大域相互写像）は、上のフロベニウス元の定義を線型に拡張したものとして素イデアルと Δ の分数イデアル群 {\displaystyle I_{K}^{\Delta }} の上に定義される。 
{\displaystyle {\begin{matrix}\left({\frac {L/K}{\cdot }}\right):&I_{K}^{\Delta }&\longrightarrow &\mathrm {Gal} (L/K)\\&\displaystyle {\prod _{i=1}^{m}{\mathfrak {p}}_{i}^{n_{i}}}&\mapsto &\displaystyle {\prod _{i=1}^{m}\left({\frac {L/K}{{\mathfrak {p}}_{i}}}\right)^{n_{i}}.}\end{matrix}}}
アルティン相互法則 (もしくは大域相互法則) は、K の モジュラス c が存在し、アルティン写像が同型
{\displaystyle I_{K}^{\mathbf {c} }/\iota (K_{\mathbf {c} ,1})\operatorname {N} _{L/K}(I_{L}^{\mathbf {c} }){\overset {\sim }{{}\to {}}}\operatorname {Gal} (L/K)}
を引き起こすという法則である。ここに Kc,1 は c を法とする射線全体、{\textstyle \iota :K^{\times }\to I_{K}}は単項分数イデアルに送る写像、NL/K は L/K に付随するノルム写像、I c
L  は L の c と素な分数イデアルである。そのようなモジュラス c は L/K の定義モジュラスと呼ばれる。最小な定義モジュラスを L/K の導手といい、典型的には {\textstyle {\mathfrak {f}}(L/K)} と書く。

### 例

#### 二次体
{\displaystyle d\neq 1} を平方因子を持たない整数とし、K = Q、{\displaystyle \scriptstyle L=\mathbf {Q} ({\sqrt {d}})} とすると、ガロア群 Gal(L/Q) は {±1} と同一視される。Q 上の L の判別式 Δ は、d ≡ 1 (mod 4) ならば d、そうでないならば 4d となる。従って、アルティン写像はΔ を割らないような素数 p にたいし
{\displaystyle p\mapsto \left({\frac {\Delta }{p}}\right)}
と定義される。ここに {\displaystyle \left({\frac {\Delta }{p}}\right)} はクロネッカーの記号(Kronecker symbol)である。さらに具体的には、L/Q の導手は、Δ が正ならば (Δ)、負であれば (Δ)∞ であり、分数イデアル群 (n) 上のアルティン写像はクロネッカーの記号 {\displaystyle \left({\frac {\Delta }{n}}\right)} により与えられる。このことから、素数 p が L で分解するか否かは、{\displaystyle \left({\frac {\Delta }{p}}\right)} が 1 であるか、−1 であるかに従う。

#### 円分体
m (>1) を奇数かもしくは、4 の倍数とし、ζm を 1の原始 m乗根とし、L = Q(ζm) を m次の円分体とする。ガロア群 Gal(L/Q) は (Z/mZ)× と次の写像によって同一視することができる。σを
{\displaystyle \sigma (\zeta _{m})=\zeta _{m}^{a_{\sigma }}.}
により与えられる aσ にうつす。L/Q の導手は (m)∞ であり、 m と素なイデアル (n) 上のアルティン写像は、単純に (Z/mZ)× の元 n (mod m) である。

### 平方剰余の相互法則との関係
p と ℓ を異なる奇素数とし、ℓ* = (−1)(ℓ−1)/2ℓ (いつも 1 (mod 4) である) とする。二次相互法則とは
{\displaystyle \left({\frac {\ell ^{\ast }}{p}}\right)=\left({\frac {p}{\ell }}\right)}
なる関係のこと。二次相互法則とアルティン相互法則の関係は、次のように、二次体 {\displaystyle \scriptstyle F=\mathbf {Q} ({\sqrt {\ell ^{\ast }}})} と円分体 {\displaystyle \scriptstyle L=\mathbf {Q} (\zeta _{\ell })} を研究することで得られる。この F は L の部分体である。H = Gal(L/F) および G = Gal(L/Q) とすると、Gal(F/Q) = G/H である。G/H は位数が 2 であるので、部分群 H は G=(Z/ℓZ)× において平方元全体のなす部分群である。アルティン記号の基本的性質により、ℓと素なイデアル (n) に対し、
{\displaystyle \left({\frac {F/\mathbf {Q} }{(n)}}\right)=\left({\frac {L/\mathbf {Q} }{(n)}}\right){\text{ (mod }}H).}
となることがわかる。とくに n = p とすると、{\displaystyle \left({\frac {\ell ^{\ast }}{p}}\right)=1} であることと、H の中で p (mod ℓ) であること、すなわち、p は modulo ℓ で二乗であることが同値であることがわかる。

## コホモロジー的解釈
大域相互法則のコホモロジー的な証明は、まず
{\displaystyle (\operatorname {Gal} (K^{\text{sep}}/K),\varinjlim C_{L})}
がアルティン・テイトの意味で類構造を成すことを確かめることで達成される。そうすれば、
{\displaystyle {\hat {H}}{}^{0}(\operatorname {Gal} (L/K),C_{L})\simeq {\hat {H}}{}^{-2}(\operatorname {Gal} (L/K),\mathbb {Z} )}
が証明される。ここに {\displaystyle {\hat {H}}{}^{i}} はテイトコホモロジー群を表す。コホモロジー群の計算により θ が同型であることが確かめられる。

## L-函数との関係
アルティン相互法則の別な表し方には、ラングランズ・プログラムに沿って、数体のアーベル拡大に付随するアルティンのL-函数をイデール類群の指標に付随するヘッケのL-函数に関連付ける方法がある。
数体 K のヘッケ指標（量指標(Größencharakter)）は、K のイデール類群の準指標であると定義される。ロバート・ラングランズは、ヘッケ指標を K のアデール環の上の簡約代数群 GL(1) 上の保型形式と解釈した。
E⁄K をガロア群 G を持つアーベル的ガロア拡大とすると、任意の指標 σ: G  → C× （つまり、群 G の1-次元複素表現）に対し、K のヘッケ指標 χ が存在して、
{\displaystyle L_{E/K}^{\operatorname {Artin} }(\sigma ,s)=L_{K}^{\operatorname {Hecke} }(\chi ,s)}
を満たす。ここに左辺は指標 σ を持つ拡大に付随するアルティン L-函数であり、右辺はヘッケ指数 χ に付随するヘッケ L-函数である(Gelbart 1975, Section 7.D)。
アルティン相互法則のL-函数の等式としての定式化は、直接の対応関係はまだ足りないが、n-次元表現への一般化した定式化になる。